# طیف‌نورسنجی

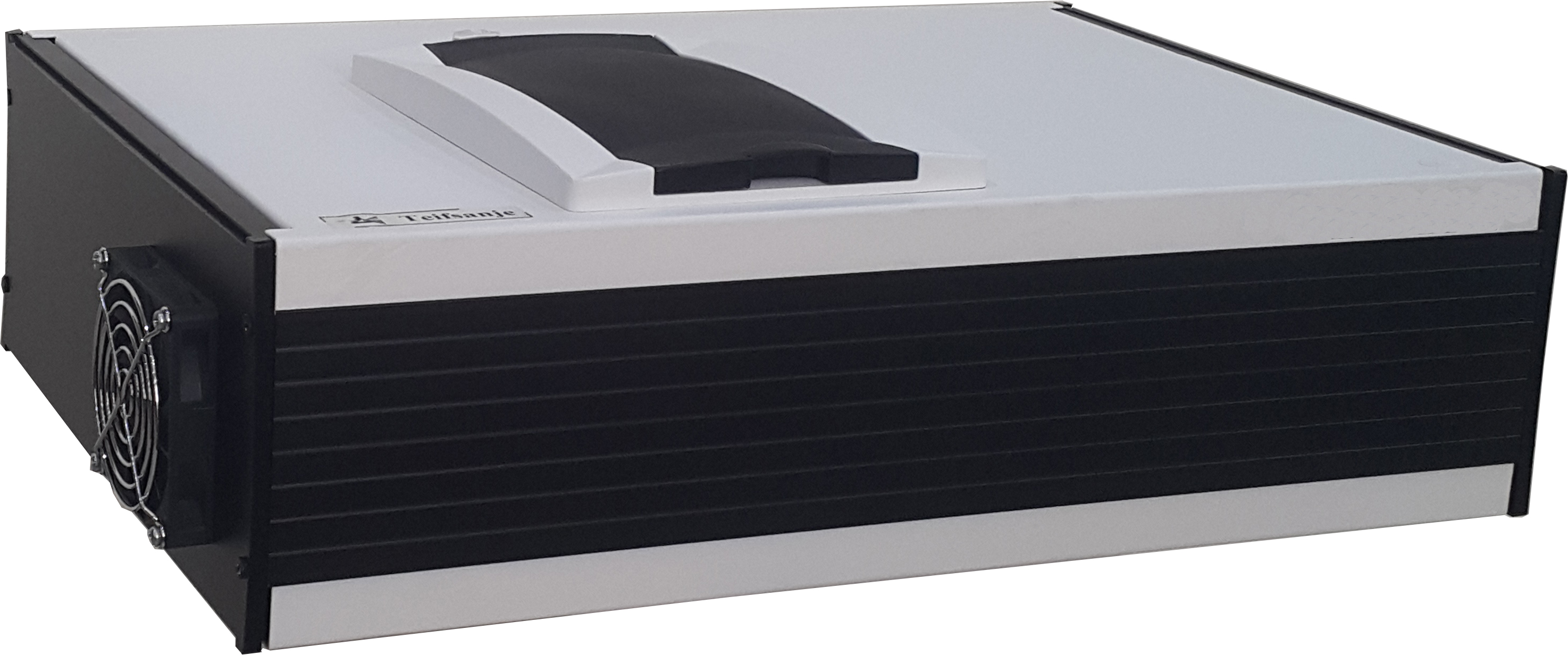
اسپکتروفتومتر

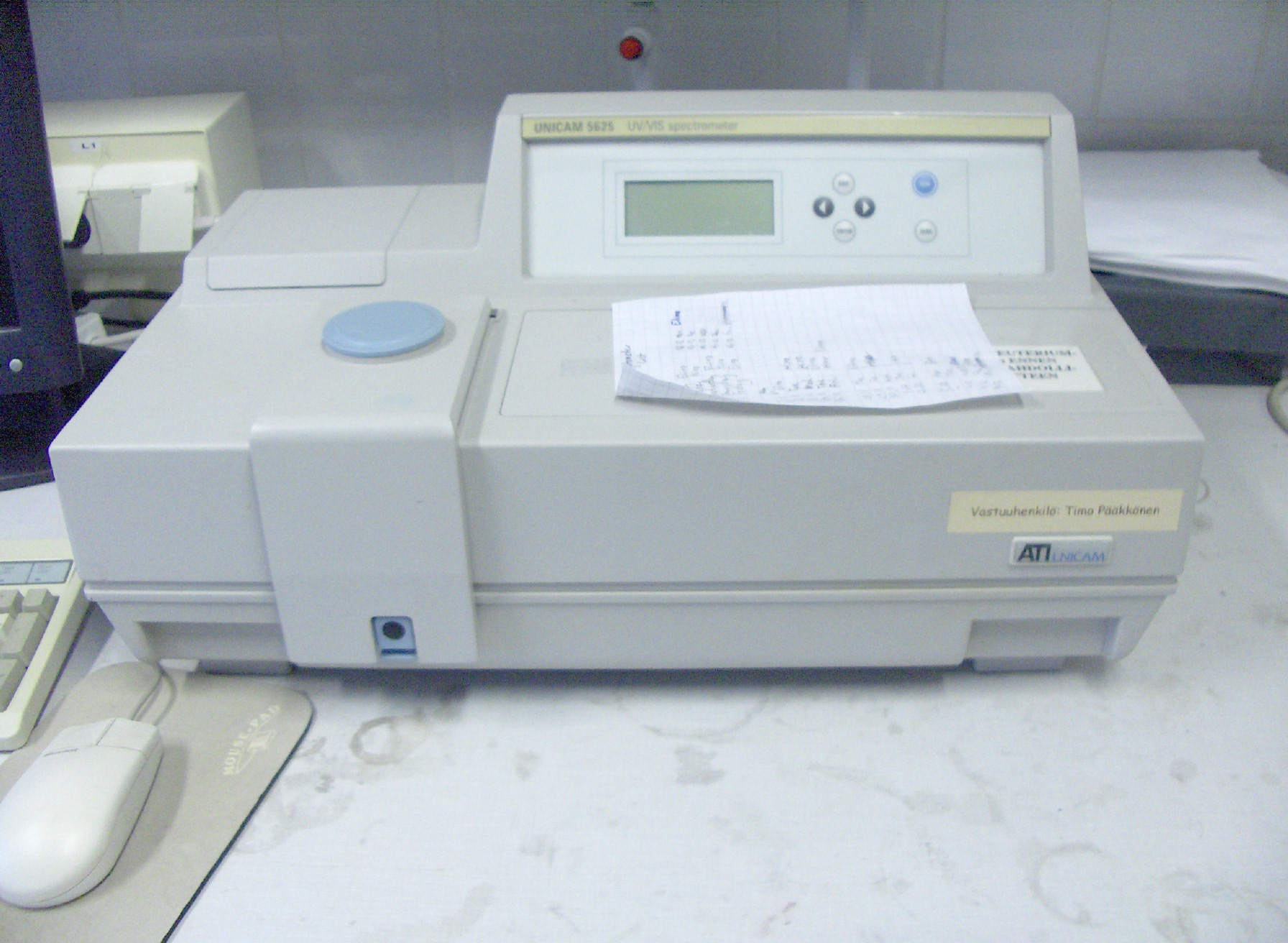
دستگاه طیف‌نورسنج

اسپکتروفتومتری یا طیف نور سنجی جهت اندازه گیری شدت طول موج های مختلف نور (طیف الکترومغناطیس) در ناحیه فرابنفش - مرئی - مادون قرمز نزدیک و مادون قرمز بکار می رود. دستگاه اسپکتروفتومتر که به کمک آن این کار صورت می گیرد شامل بخش های منبع تابش، جداساز نور، آشکار ساز و محل نمونه می باشد. این دستگاه ها در ناحیه فرابنفش - مرئی به سه دسته اسپکتروفتومتر های تک پرتویی، دو پرتویی و نوع سوم و پیشرفته آن که از آشکار ساز آرایه ای استفاده می کند را شامل می گردد.

در شیمی، طیف‌سنج نوری یا طیف‌سنجی نوری یا اسپکتروفتومتری (به انگلیسی: Spectrophotometry) اندازه‌گیری کمی خواص بازتاب یا انتقال یک ماده به عنوان تابعی از طول موج می‌باشد. در این روش با استفاده از میزان اندازه جذب نور نمونه‌ها، غلظت آن‌ها را تعیین می‌کنند. همچنین از آن می‌توان برای تجزیه و تحلیل نمونه‌های دی‌ان‌ای و آران‌ای استفاده نمود.
این شیوه در دستگاه طیف‌نورسنج یا در طیف‌نورسنجی مرئی، جذب یا انتقال ماده می‌تواند به وسیله رنگ مشاهده شده تعیین شود. برای نمونه محلولی که نور را در بالاتر از طیف مرئی است و هیچ طول موج مرئی را عبور نمی‌دهد به‌طور تئوری به رنگ سیاه است. از سویی دیگر اگر همه طول مرئی را عبور دهد و هیچ نوری را جذب نمی‌کند نمونه محلول به رنگ سفید است. اگر نمونه محلول رنگ قرمز را جذب کند برابر با ۷۰۰ نانومتر به رنگ سبز ظاهر می‌شود چون سبز رنگ مکمل قرمز است. طیف‌نورسنج‌های مرئی در عمل از منشوری برای خرد کردن طیف معینی از طول موج استفاده می‌کنند (فیلتر امواج نوری دیگر) به همین دلیل شعاع ویژه‌ای از نور از طریق نمونه محلول عبور می‌کند.
کوانتومتر دستگاه طیف‌سنجی نشری است که در آنالیز فلزات در ریخته‌گری و متالوژی و صنایع و معادن کاربرد دارد نسل جدید دکتورهای پیشرفته CMOS هستند که توانایی آنالیز غیر فلزات از قبیل کربن و گوگرد و فسفر و … دارد که کیفیت و دقت بسیار بالایی نسبت به دکتورهای قدیمی pt و ccd دارد.

## طراحی

اسکنر طیف‌نورسنج تک پرتویی

دو طبقه‌بندی اصلی از دستگاه‌های طیف‌نورسنجی وجود دارد: تک‌پَرتویی و دوپَرتویی. طیف‌نورسنج دو پرتویی، شدت نور بین دو مسیر نور را مقایسه می‌کند، یکی مسیر حاوی نمونه مرجع (reference sample) و دیگری مسیر حاوی نمونه آزمایش (به انگلیسی: Test Sample). طیف‌نورسنج تک‌پرتویی، شدت نور نسبی پرتو را قبل و بعد از قرار دادن نمونه آزمایش اندازه‌گیری می‌کند. اگرچه مقایسه اندازه‌گیری‌های دستگاه‌های دو پرتویی آسان‌تر و پایدار تر است، دستگاه‌های تک‌پرتوی می‌توانند دامنه دینامیکی بیشتری داشته باشند و از لحاظ اپتیکی ساده‌تر و فشرده تر هستند. علاوه بر این، بعضی از ابزارهای تخصصی مانند طیف‌نورسنج‌هایی که بر روی میکروسکوپ‌ها یا تلسکوپ‌ها نصب شده‌اند، به دلیل عملی شدن، تک‌پرتویی هستند.